# Céligny
Pour les articles homonymes, voir Céligny (homonymie).
Céligny (/sɛliɲi/) est une commune suisse du canton de Genève.

## Géographie

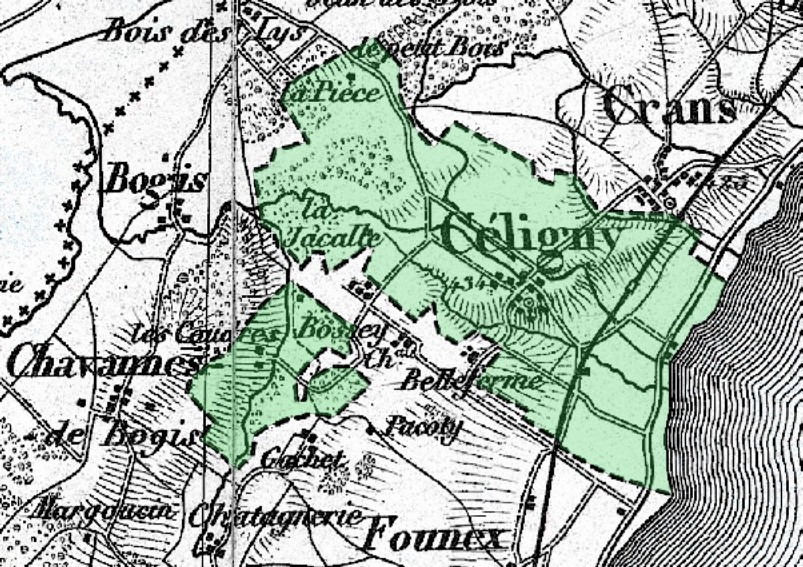
Frontières de Céligny au XIXe siècle.

La commune de Céligny est une partie exclavée du  canton de Genève, se situant au nord de celui-ci, au bord du Léman, à l'intérieur du canton de Vaud.
À un peu plus de dix-huit kilomètres de Genève, sur la rive droite du lac, la commune de Céligny est formée de deux parties exclavées du canton de Genève, dont le point culminant est à 434 mètres. La plus grande de ces parties exclavées, qui contient le village de Céligny, est limitrophe d'une parcelle du Léman au large de Céligny, laquelle appartient au domaine public cantonal genevois et a une frontière commune avec la France au milieu du lac, et de ce fait n'est à proprement parler pas une enclave du canton de Vaud. En revanche la plus petite de ces exclaves, sans accès au lac et qui contient les hameaux de Petite et Grande Coudre, est réellement une enclave du canton de Genève dans le canton de Vaud.
Le territoire de Céligny s'étend sur 4,65 km2. Lors du relevé de 2013-2018, les surfaces d'habitations et d'infrastructures représentaient 18,2 % de sa superficie, les surfaces agricoles 63,3 %, les surfaces boisées 18,5 % et les surfaces improductives 0,2 %.
Céligny est limitrophe des communes vaudoises de Crans, Founex, Bogis-Bossey, Crassier, Chavannes-de-Bogis et Arnex-sur-Nyon.

## Toponymie
Le nom de la commune, qui se prononce /sɛliɲi/, est formé d'un nom de personne latin suivi du suffixe toponymique celtique -akos/-acum. Il signfie « domaine (du clan de) de Selinius ou Silenius ».
Sa première occurrence écrite date de 1163, sous la forme de Siliniaco.

## Histoire

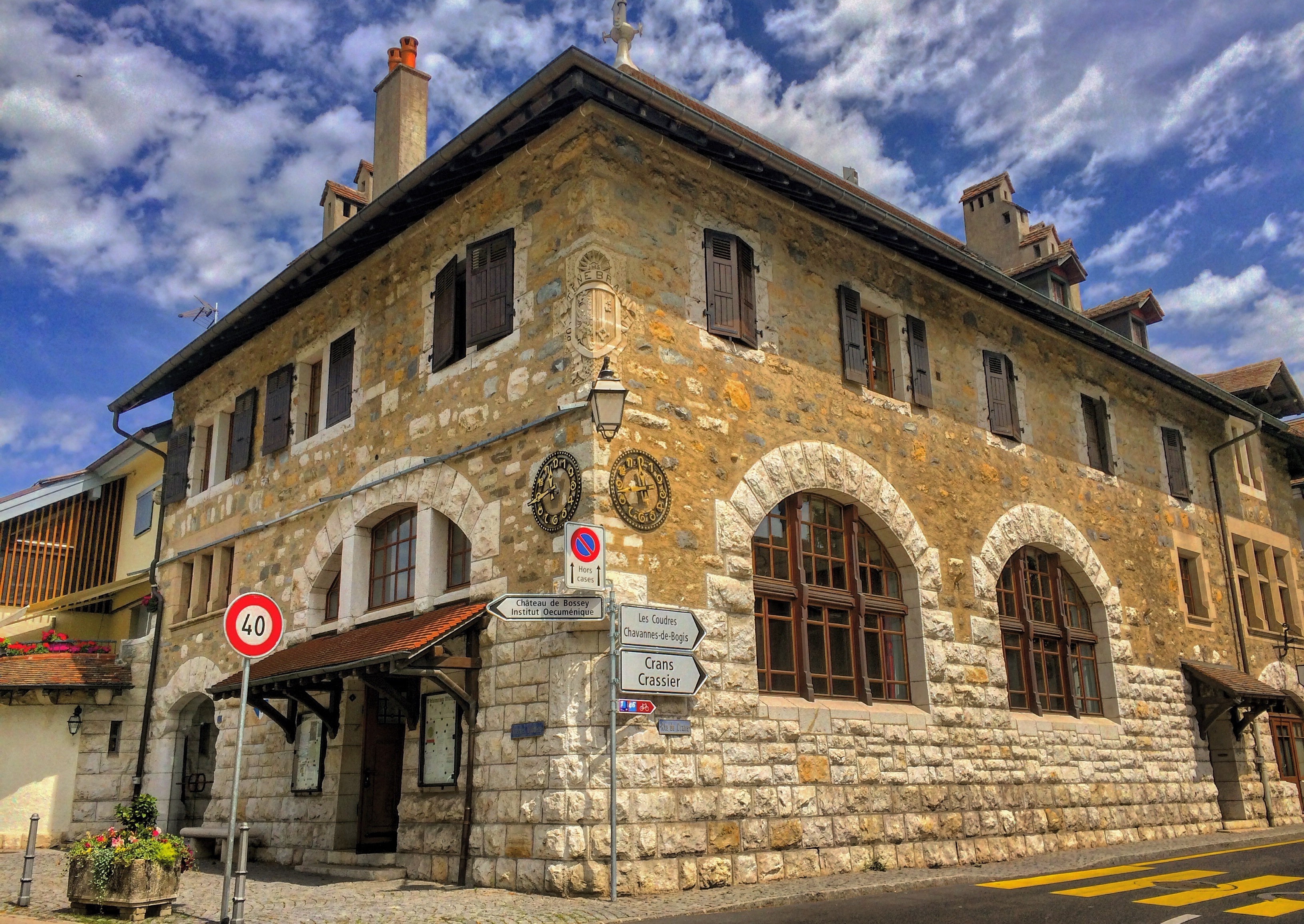
La bâtiment communal.

Des objets de l'âge du Bronze ont été trouvés dans le lac Léman et des tombes à l'ouest du village. Des fouilles entreprises entre de 1991 à 1994 ont révélé l'existence d'une villa romaine. Des tombes remontant à l'époque burgonde ont été trouvées en contrebas de cette villa.
La commune de Céligny est genevoise depuis fort longtemps. En effet, ce sont les villageois eux-mêmes qui en 1536, prêtent serment de fidélité à la Seigneurie de Genève, qui succède au Prince-Évêque de Genève.
Un curé est mentionné en 1275 à Céligny. Avant la Réforme, le temple était dédié à Saint Martin. La paroisse devient protestante en 1536.
Selon un document de 1490, il semblerait qu'au XIIe siècle, alors que Céligny était le fief de la famille noble du même nom, elle se soit placée sous la protection du duc de Savoie ou sous celle de l'Abbaye de Bonmont. Ce que l'on sait par contre avec certitude, c'est que juste avant la Réforme, ce territoire relevait de l'autorité des Princes-Évêques de Genève. Il était alors rattaché au Mandement de Peney, qui était possession du Chapitre cathédral.
À la suite d'échanges de territoires entre Genève, les Bernois et le duc de Savoie, Céligny faillit dépendre de Berne. Finalement, les deux enclaves restèrent genevoises.
En 1536, les syndics et Petit Conseil, nouveau pouvoir exécutif de Genève, nomment six châtelains, pour représenter le gouvernement dans les villages genevois. Ils sont envoyés dans leur châtellenie pour recevoir le serment de fidélité des sujets. Céligny et Genthod sont détachés de Peney en 1537 pour former une nouvelle châtellenie.
Le châtelain, citoyen de la ville, est secondé par des officiers subalternes qui sont en général choisis parmi les habitants du lieu. Le plus important est le métral, à la fois huissier et officier de la police, et on peut mentionner également le curial (greffier), le sautier (garde-champêtre) et le messelier (garde-vigne). Le châtelain tient sa cour dans sa châtellenie, en principe une fois par semaine, et y rend la justice, civile et pénal. Jusqu’à la fin de l’ancien régime se dressait, sur la place de Céligny, le pilori aux armes de Genève et on pouvait voir à côté de la route du lac, dans un champ nommé le « champ de justice », les patibules, symboles de la souveraineté genevoise.
La châtellenie de Céligny et Genthod est supprimée en 1568, parce que « fort onéreuse », et les deux villages sont rattachés à la châtellenie de Peney. Cette structure administrative faisant peu de cas de la géographie, le châtelain se déplace de moins en moins  jusqu’à  Céligny. En 1610, il est tancé par le Petit Conseil pour n’avoir visité l’enclave que 8 fois dans l’année. En 1758, le châtelain tient 20 séances en son étude à Genève et ne se rend pas une seule fois à Céligny.
Autrefois la commune était exclusivement viticole, à la fin du XXe siècle, pour devenir au fil des années plus résidentielle.

## Politique
La commune comprend un Conseil administratif de trois membres, qui constitue l'exécutif de la commune, ainsi qu'un conseil municipal de treize membres, tous élus au suffrage universel pour un mandat de cinq ans.
Le Conseil administratif est élu au scrutin majoritaire, le premier tour devant avoir lieu en même temps que l'élection du Conseil municipal. Il est composé de trois conseillers administratifs et nomme chaque année son président, qui porte le titre de maire, et son vice-président. Les conseillers se répartissent eux-mêmes les dicastères.

### Membres du Conseil administratif (législature 2025-2030)
Le conseil administratif, entré en fonction le 1er juin 2025, constitue l'exécutif de la commune et se compose de la façon suivante :
| Identité               | Étiquette       | Étiquette | Dicastères |
| ---------------------- | --------------- | --------- | --- |
| Marco Lopes Dias       | Liste communale |           | Sécurité, routes, environnement, espaces verts, informatique, bâtiments du patrimoine financier et du patrimoine administratif |
| Sabine Chassot Leiglon | Liste communale |           | Administration générale, aménagement, communication, cimetière, déchets, eaux, finance, environnement et fondation communale   |
| Gabrielle Bussard      | Liste communale |           | Social, école-parascolaire, sports, culture, mobilité, jeux, plage, environnement                                              |

### Conseil municipal (législature 2025-2030)
À la suite des élections municipales du 23 mars 2025, le conseil municipal, composé de 13 membres (ainsi que d'un bureau avec un président, un vice-président et un secrétaire), est renouvelé, et est représenté de la manière suivante : 
| Parti                     | Voix | Suffrages en % | +/-   | Sièges | +/- |
| ------------------------- | ---- | -------------- | ----- | ------ | --- |
| CELIGNY 2030              | 157  | 70,91 %        | 70,91 | 9 / 13 | 9   |
| DIALOGUE ET PARTICIPATION | 74   | 29,09 %        | 29,09 | 4 / 13 | 4   |

### Liste des maires
| Période                                  | Période     | Identité                    | Étiquette         | Qualité                              |
| ---------------------------------------- | ----------- | --------------------------- | ----------------- | ------------------------------------ |
| Les données manquantes sont à compléter. |             |                             |                   |                                      |
| 1980                                     | 31 mai 1991 | Jacqueline Kössler-Häberlin |                   |                                      |
| 1er juin 1991                            | 31 mai 2007 | Antoine Schütz              | Entente communale |                                      |
| 1er juin 2007                            | 31 mai 2020 | Marie-Béatrice Meriboute    | Entente communale | Fille de Jacqueline Kössler-Häberlin |
| 1er juin 2020                            | 31 mai 2025 | Vincent Hornung             | Liste communale   | Adjoint au maire de 2007 à 2020      |
| 1er juin 2025                            | en cours    | Sabine Chassot Leiglon      |                   |                                      |

## Population et société

### Gentilé et surnom
Les habitants de la commune se nomment les Célignotes.
Ils sont surnommés les Matagasses, soit les pie-grièches en patois genevois.

### Démographie

#### Évolution de la population
La commune compte 874 habitants au 31 décembre 2023 pour une densité de population de 188 hab/km2. Sur la période 2010-2023, sa population a augmenté de 33,0 % (canton : 14,6 % ; Suisse : 9,4 %).  

#### Pyramide des âges
En 2023, le taux de personnes de moins de 30 ans s'élève à 36,3 %, au-dessus de la valeur cantonale (33,7 %). Le taux de personnes de plus de 60 ans est quant à lui de 22 %, alors qu'il est de 22,2 % au niveau cantonal.
La même année, la commune compte 433 hommes pour 441 femmes, soit un taux de 49,5 % d'hommes, supérieur à celui du canton (48,3 %).
| Hommes | Classe d’âge | Femmes |
| ------ | ------------ | ------ |
| 0,2    | 90 ans ou +  | 1,4    |
| 6,0    | 75 à 89 ans  | 6,6    |
| 14,1   | 60 à 74 ans  | 15,6   |
| 23,3   | 45 à 59 ans  | 27,2   |
| 16,9   | 30 à 44 ans  | 16,1   |
| 18,0   | 15 à 29 ans  | 19,3   |
| 21,5   | - de 14 ans  | 13,8   |

| Hommes | Classe d’âge | Femmes |
| ------ | ------------ | ------ |
| 0,7    | 90 ans ou +  | 1,5    |
| 6,5    | 75 à 89 ans  | 8,8    |
| 13,0   | 60 à 74 ans  | 13,8   |
| 21,7   | 45 à 59 ans  | 21,5   |
| 22,9   | 30 à 44 ans  | 22,4   |
| 18,6   | 15 à 29 ans  | 17,2   |
| 16,7   | - de 14 ans  | 14,8   |

## Culture et patrimoine

### Héraldique
| Blason | Blasonnement : D'azur à la croix d'argent chargée de cinq coquilles de gueules |

### Patrimoine bâti
Les domaines de Garengo et de l'Élysée sont inscrits comme biens culturels d'importance nationale, alors que le temple, le presbytère et la ferme la Grande Coudre sont répertoriés comme biens culturels d'importance régionale. Le temple a été fortement endommagé lors d'un incendie en 1991.

### Cimetières
A Céligny on trouve l'ancien et le nouveau cimetière. Quelques personnalités publiques y sont inhumées : notamment Vilfredo Pareto, Richard Burton, Alistair MacLean. Le portail du cimetière nouveau porte l'inscription : Ici l'égalité.

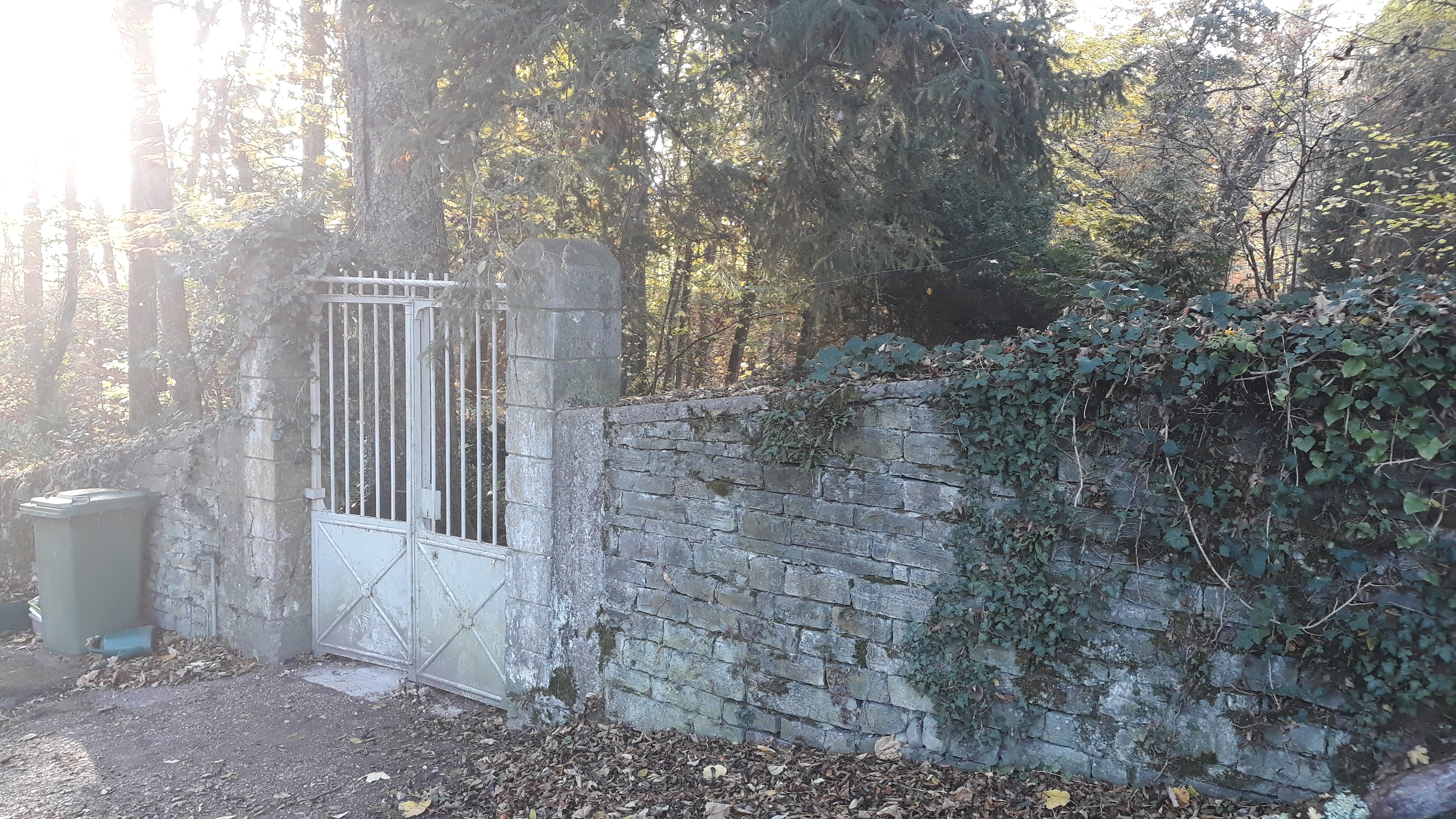
Portail de l'ancien cimetière.
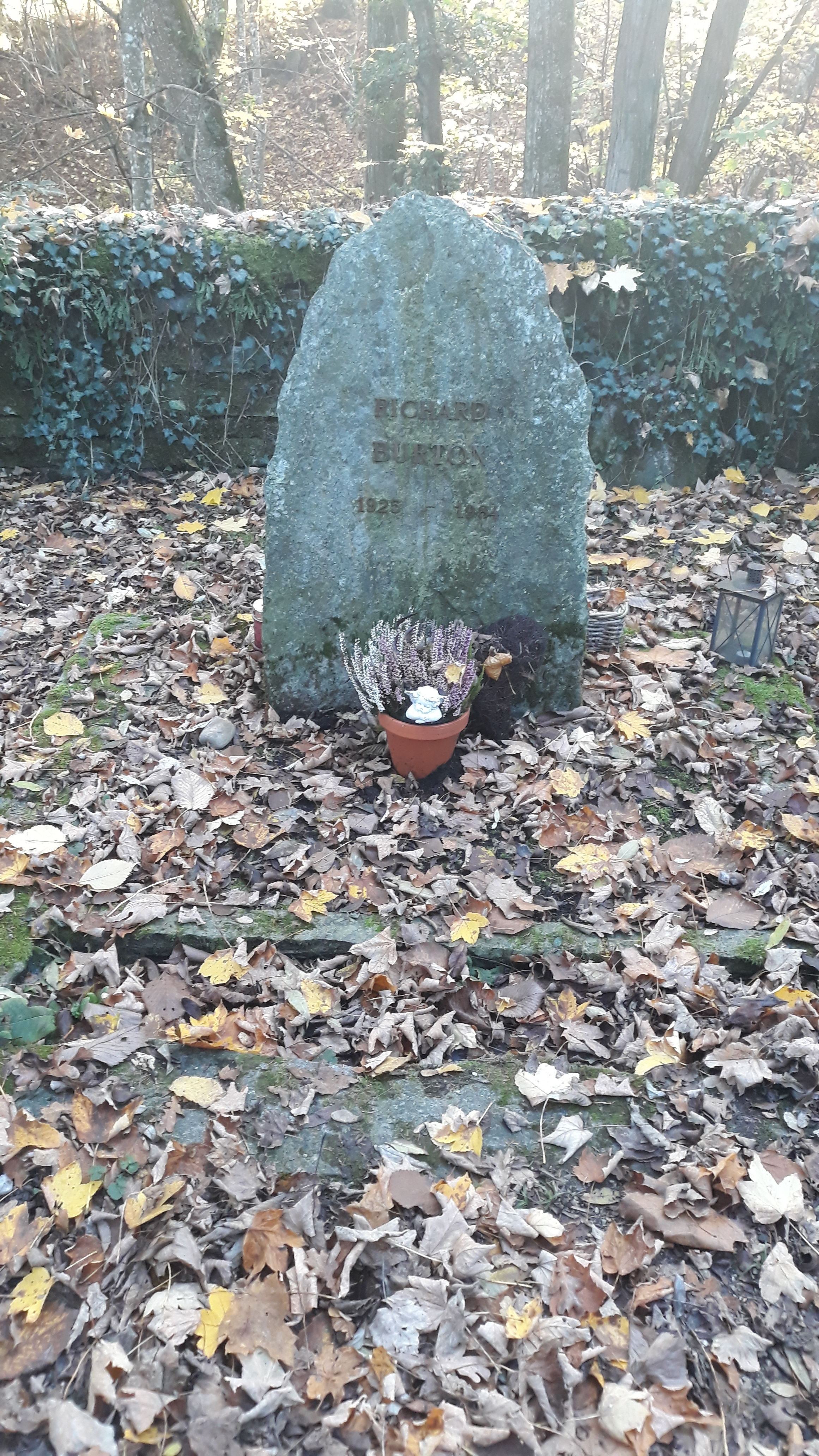
Tombe de R. Burton.
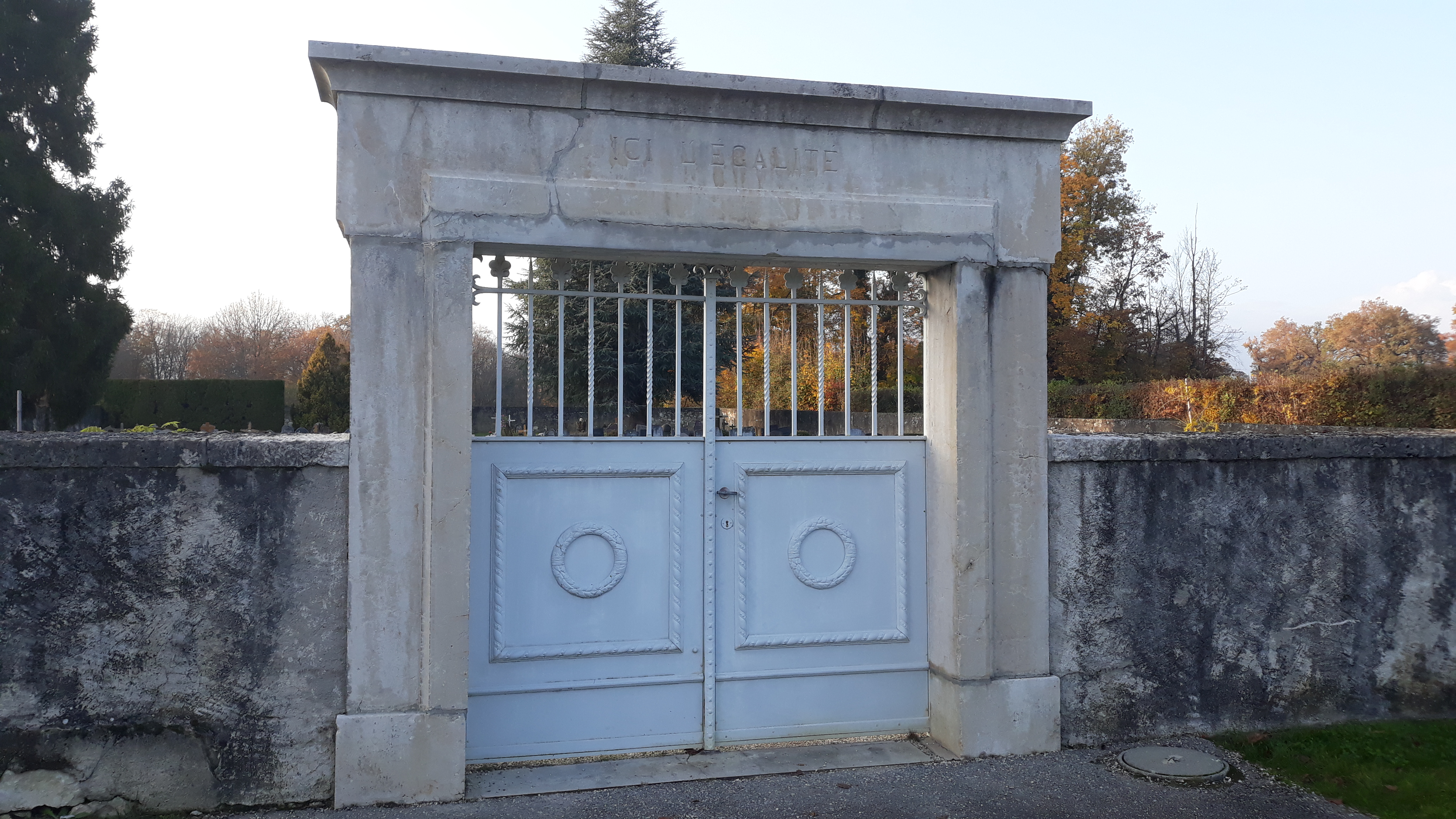
Le portail du cimetière nouveau.
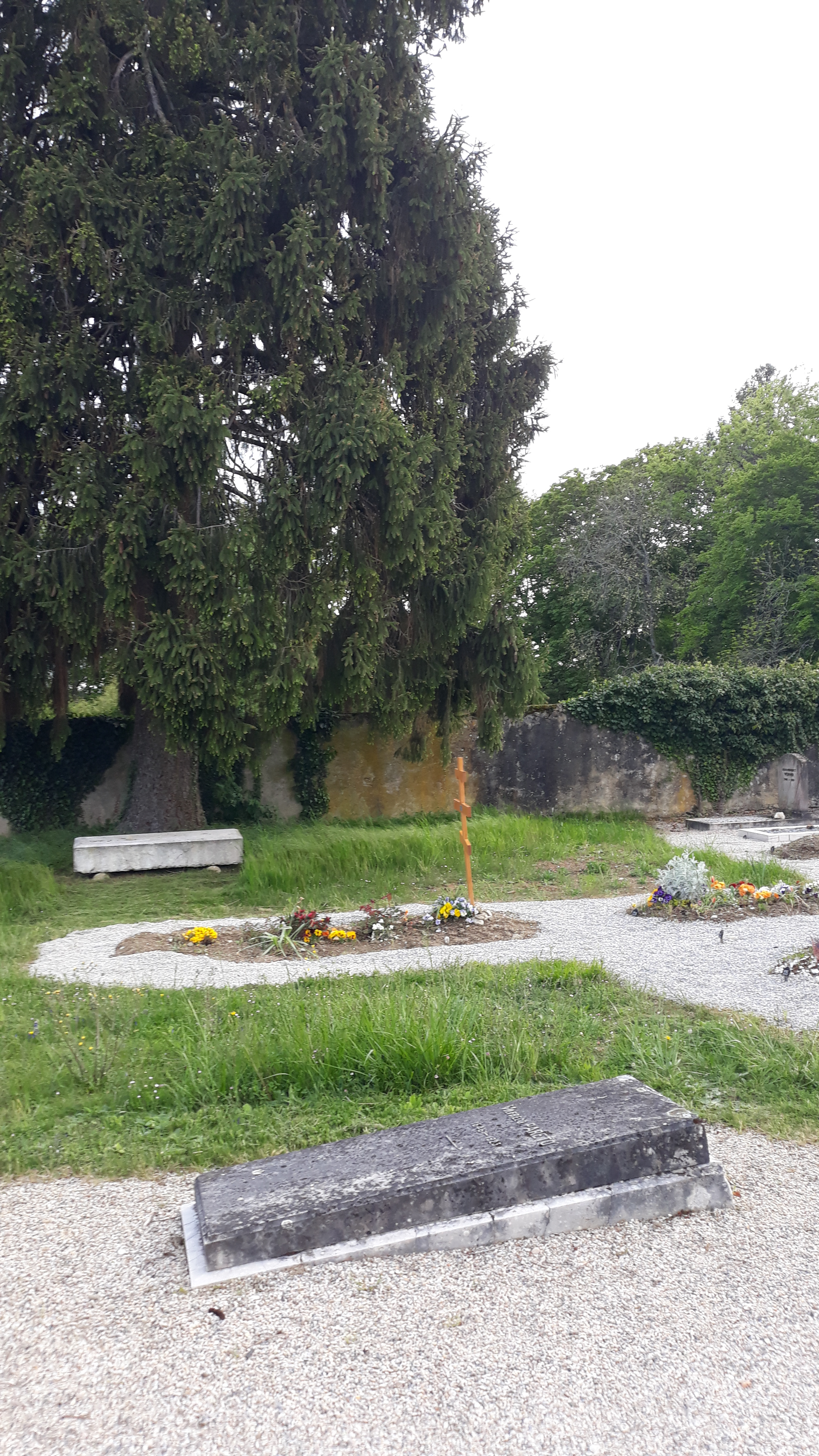
Tombe de Pareto.

## Personnalités
- Jacques Mallet du Pan (1749-1800), journaliste et polémiste genevois, y est né.
- Isaac Salomon Anspach (1746-1825), pasteur et procureur-général de la République de Genève, y est mort.
- Richard Burton, acteur, y a vécu et est enterré dans le vieux cimetière.
- Georges Cottier, (1922-2016), cardinal de l'Église catholique romaine (2003-2016). Céligny et Rougemont (Vaud) sont ses deux communes d'origine.
- Alistair MacLean. Écrivain écossais, sa tombe se trouve dans le vieux cimetière de Céligny.
- Benito Mussolini, lors de son exil en Suisse au début du XXe siècle, y a vécu et travaillé comme maçon (notamment pour la construction de l'école).
- Vilfredo Pareto (1848-1923), économiste et sociologue italien, il s'installa à Céligny en 1901 et y mourut en 1923. Il fut enterré dans le cimetière du village.
- Rodolphe Töpffer (1789-1846), écrivain, caricaturiste, professeur et politicien genevois. Après sa mort, son grand ami Abrahm Pascalis, qui possédait une maison dans le village de Céligny, fit ériger sur sa terrasse une fontaine qui orne toujours le jardin de la propriété.
- Ernest Schelling (1876-1939), pianiste et compositeur américain. Il vint étudier le piano en Suisse avec Paderewski. Il fit l'acquisition de Garengo en 1910 et mourut à New York en 1939.
- Ernst Schmidheiny (1905-1985), industriel saint-gallois, qui fit toute sa carrière dans le groupe familial Holderbank SA. Il acheta Garengo à la veuve de Ernest Schelling en 1945 et acquit la bourgeoisie de Céligny en 1955[20].
- Nikita Magaloff (1912-1992), pianiste d'origine russe, il s'installa au Petit-Élysée dès 1948 et fut naturalisé à Céligny en 1959. Il s'installa à Vevey en 1974 et y vécut jusqu'à sa mort.